# Odontiochaete alba
Odontiochaete alba är en svampart som beskrevs av Rick 1940. Odontiochaete alba ingår i släktet Odontiochaete, ordningen Cantharellales, klassen Agaricomycetes, divisionen basidiesvampar och riket svampar.   Inga underarter finns listade i Catalogue of Life.